# Sijka Kelbetsjeva
Sijka Kelbetsjeva (Plovdiv, 1 december 1951) is een Bulgaars roeister.
Roeien stond in 1976 voor het eerst voor vrouwen op het olympisch programma, tijdens deze spelen won Kelbetsjeva de gouden medaille in de twee-zonder. Vier jaar later in Moskou moest Kelbetsjeva genoegen nemen met de bronzen medaille.

## Resultaten

### Olympische Zomerspelen
| Jaar | Plaats   | Resultaten        |
| ---- | -------- | ----------------- |
| 1976 | Montreal | in de twee-zonder |
| 1980 | Moskou   | in de twee-zonder |

### Wereldkampioenschappen roeien
| Jaar | Plaats     | Resultaten           |
| ---- | ---------- | -------------------- |
| 1975 | Nottingham | 4e in de twee-zonder |

1976: Sijka Kelbetsjeva & Stojanka Groejtsjeva ·
1980: Ute Steindorf & Cornelia Klier ·
1984: Rodica Arba & Elena Horvat ·
1988: Rodica Arba & Olga Homeghi ·
1992: Marnie McBean & Kathleen Heddle ·
1996: Megan Still & Kate Slatter ·
2000: Georgeta Damian & Doina Ignat ·
2004: Georgeta Damian & Viorica Susanu ·
2008: Georgeta Andrunache-Damian & Viorica Susanu ·
2012: Helen Glover & Heather Stanning ·
2016: Helen Glover & Heather Stanning ·
2020: Grace Prendergast & Kerri Gowler ·
2024: Ymkje Clevering & Veronique Meester